# Simon Marmion
Simon Marmion (Amiens, 1425. – Valenciennes, 1489. december 24. vagy december 25.) francia festő, a 15. századi miniatúra-festészet kiemelkedő alakja. Munkái a németalföldi művészet hatása alatt álltak. 

## Életpályája
Amiensi festő fia volt (régebbi feltevés szerint 1425 körül Valenciennesben született). A 15. század közepe után működött: 1453—54-ben Amiensben, 1454-ben Lille-ben, ahol flamand festőkkel állt összeköttetésben. 1458-tól Valenciennesben, ahol 1460-ban a festő-céh egyik alapítója, 1468-ban fivérével (Guillaume Marmion) Tournaiban a festő-céh tagja. Burgundi Jó Fülöp és Merész Károly szolgálatában állott, mint miniatura- és oltárképfestő. 1453 - 1455 között   a valenciennes-i Saint-Omer-kolostor számára: 12 képből álló sorozatot festett  Szt. Bertin legendájának jeleneteiből (Berlin, Staatliche Museen).  